# Gottfried Künzi
Gottfried Künzi (* 3. Dezember 1864 in Uebeschi; † 17. Januar 1930) war ein Schweizer Mosaizist.

## Werk
Für die «Dörfli»-Kirche an der Schweizerischen Landesausstellung 1914 in Bern schuf er nach den Entwürfen des Malers Albert J. Welti ein fünfteiliges Mosaik.